# Малий Галагов

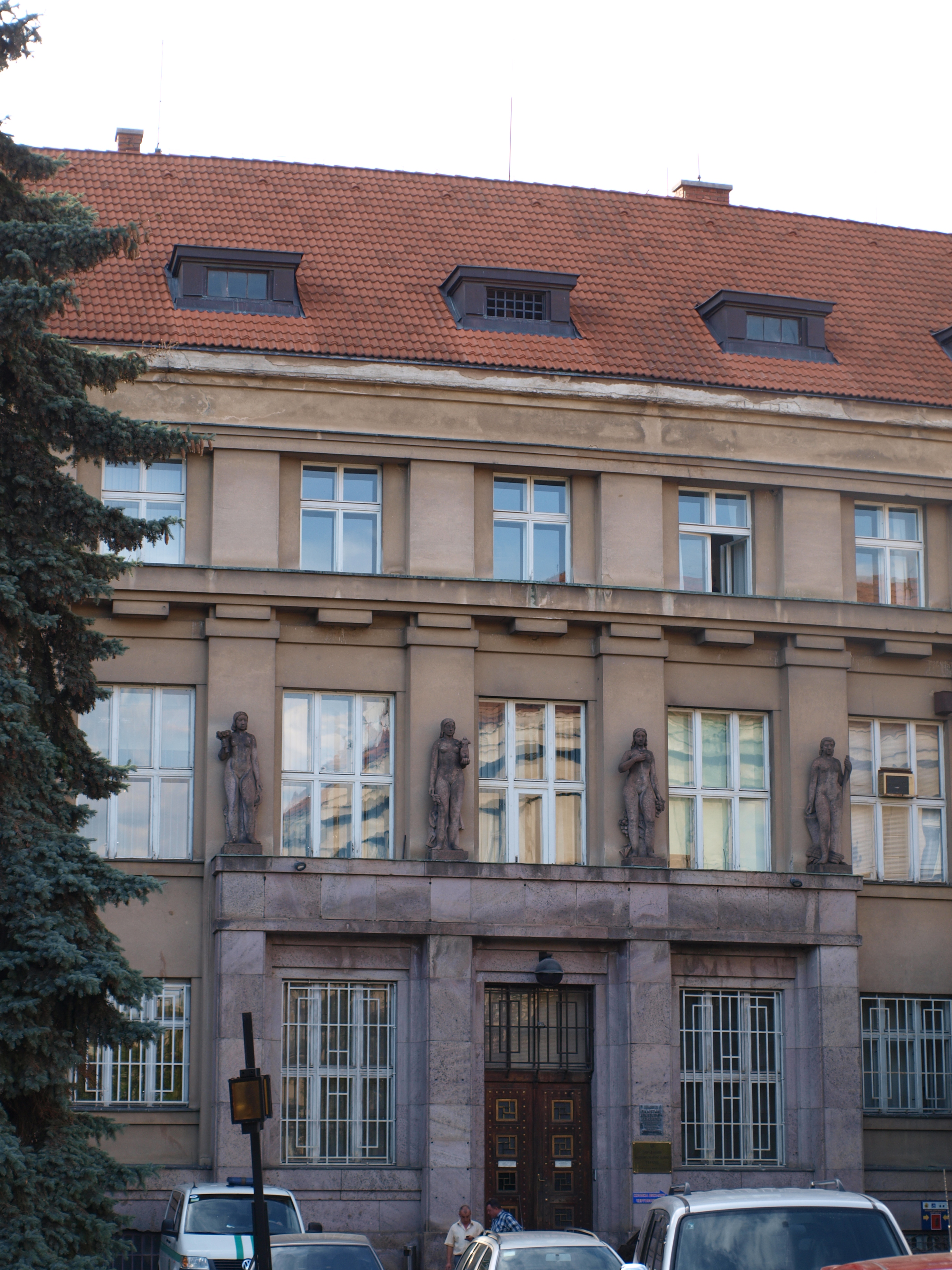
Будинок міського банку

Малий Галагов (також Малий Ґалаґов) — це урядово-житловий квартал в місті Ужгород, Україна, побудований в часи, коли Ужгород і решта Закарпаття входили до складу Першої Чехословацької республіки. Розташовано квартал впритул до старого центру міста.

## Етимологія

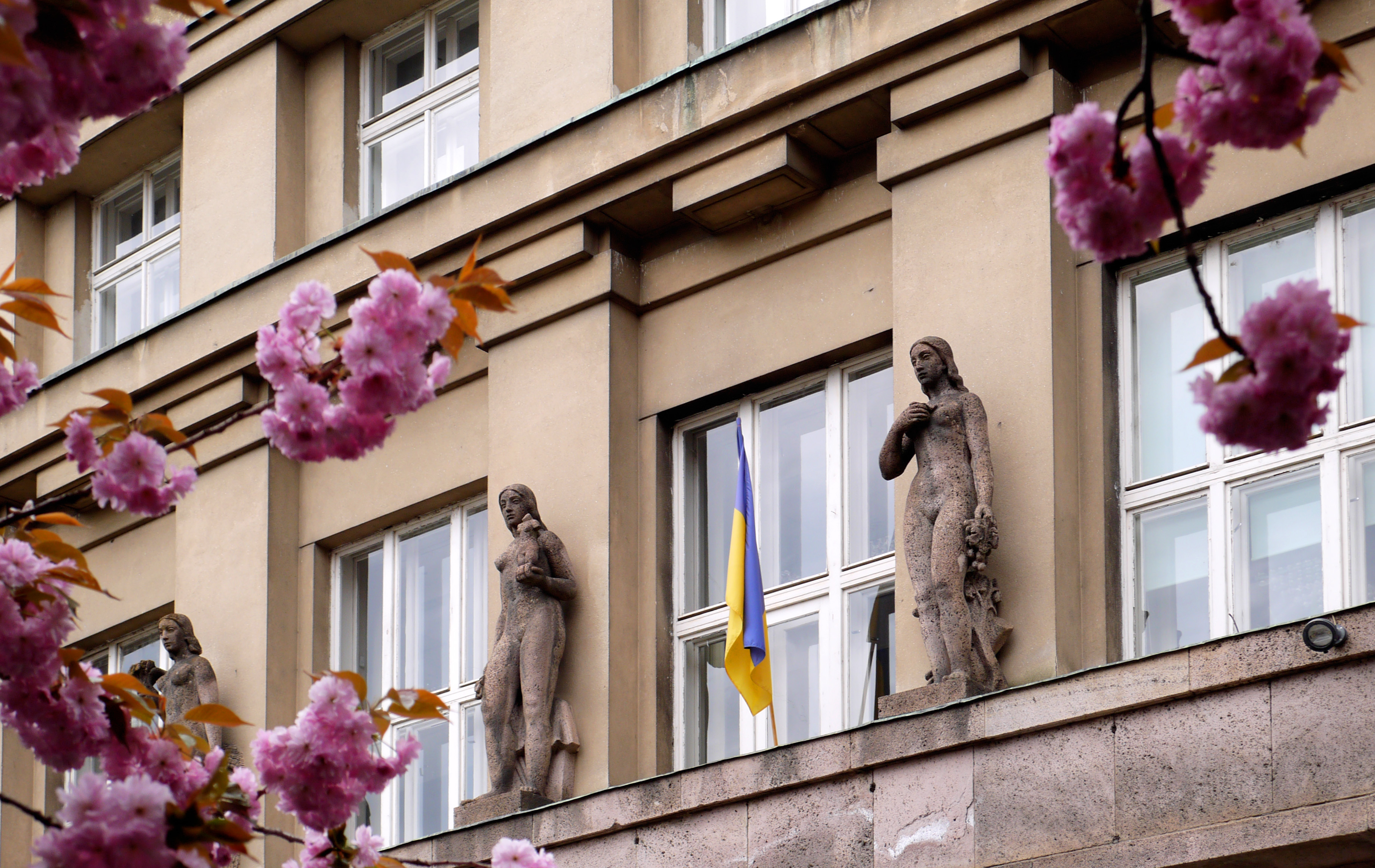
Елементи будинку міського банк

Назва кварталу є топонімом, що походить від італійського «lago» — озеро. Це незвичне звучання пов'язане з часами трьохсотлітнього панування італійського роду Другетів в Ужгороді. Напевно, в 16–17 століттях навесні, коли гірська річка Уж затоплювала цю територію, ця місцина дійсно нагадувала озеро. А влітку болгари, що оселилися в місті, вирощували на цій зволоженій болотистій землі городину.

## Опис
Підкарпатська Русь (сучасне Закарпаття) згідно Сен-Жерменського договору увійшла до складу новоствореної Чехословацької республіки. Ужгород став головним містом краю, тому терміново потрібно було розбудувати інфраструктуру, яка б відповідала цьому статусу. В 1930 році вперше в Ужгороді було проведено систему централізованого водопостачання та каналізації. У місті побудували летовище, комплекс скотобійні, гідро та парову електростанції. Надзвичайно важливим проєктом було будівництво нового адміністративно-житлового кварталу. По суті на Малому Галагові відбулося найбільш масштабне і продумане будівництво в історії міста. Весь комплекс із кількох десятків будівель, що з'явилися тут у цей час, належить до міжвоєнної архітектури модернізму.
План Малого Галагова було створено, урядово-житлового кварталу у 1921—1923 роках. Завдяки рішенню забудувати болотисту територію жодна будівля не постраждала і старовинний центр був збережений практично в своїй автентичній подобі, хоча Малий Галагов по суті межує з центром міста. Осушування болотистої місцевості доволі грандіозна ідея, крім того потрібно було впорядкувати територію для закладання фундаментів під нові будинки. Забудова Малого Галагова почалася у 1923 році паралельно з осушуванням територій, адже деяким адміністративним відомствам доводилося буквально тулитися в школах чи житлових будівлях. Масштабна забудова кварталу зупинилася у 1938 році із передачею Ужгорода Угорщині за результатами Віденського арбітражу.
Науковці називають Малий Галагов «каталогом архітектурних стилів». У цьому районі міста сконцентровано практично всі стилі архітектури, котрі були панівними в Чехословацькій республіці. Тут є багато елементів ар деко, який тут представлений не лише у чистих формах, але і частково присутній у інших стилях. Також присутні авангардні форми модернізму, зокрема функціоналізм. Естетика цього стилю вимагала відмови від зайвого декору на користь прямих ліній та чистих геометричних форм.
Були спроби подати Малий Галагов до попереднього списку Світової спадщини ЮНЕСКО.
Більшість будівель Малого Галагова зберегли свою первісну функцію.
До комплексу входять:
- Земський уряд (сучасна Закарпатськ ОДА) (1932—1936, арх. Франтішек Крупка, пл. Народна, 4)
- Краєвий суд (1930—1933, арх. Адольф Лібшер, пл. Народна, 5)
- Жандармське управління (1927—1929, арх. Богуміл Слама, пл. Народна, 1)
- Масарикова школа (1932, арх. Петр Кропачек, наб. Незалежності, 19)
- Житловий будинок для працівників фінансового управління (1927—1929, арх. Адольф Лібшер, вул. Довженка, 16, 18, 20)
- Житловий будинок для військовослужбовців (1923—1925, наб. Незалежності, 17, 18)
- Перша урядова будівля (1923—1924, арх. Алоїз Дріак, вул. Довженка, 4)
- Народний банк (1932—1933, арх. Франтішек Шрамек, пл. Пушкіна, 1)
- Поштовий та телеграфний уряд (1928—1930, арх. Йозеф Ґочар, пл. Поштова, 4)Народний банк

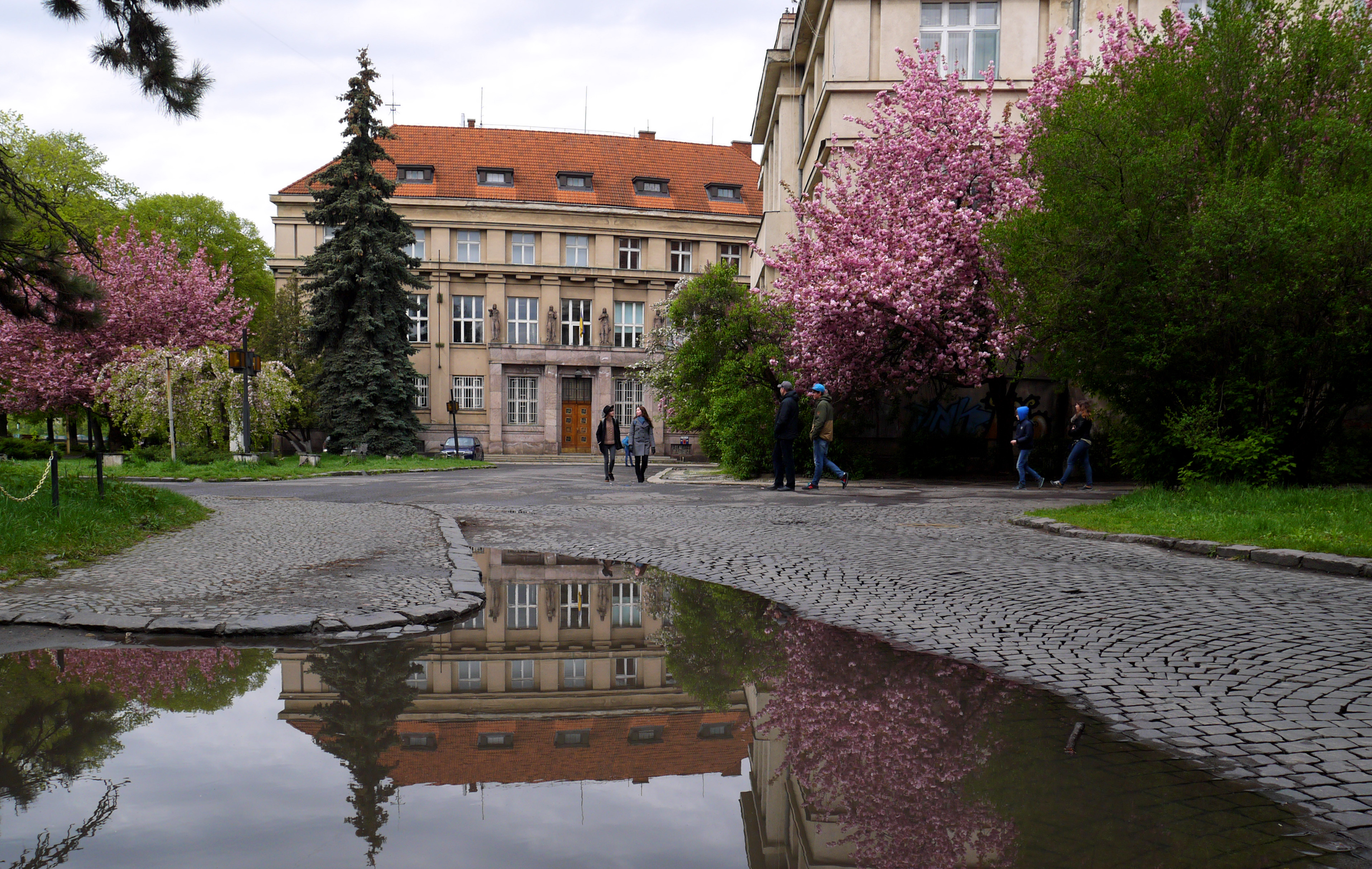
Народний банк